# تزا گانزرر
تزا گانزرر (به انگلیسی: Tessa Ganserer) (زاده ۱۶ مهٔ ۱۹۷۷) سیاست‌مدار، عضو اتحاد ۹۰/سبزها و آلمانی است.
او یک زن ترنس است. او اولین نماینده تراجنسی است که به پارلمان ایالتی آلمان را می‌یابد. او در سال ۲۰۲۱ به پارلمان آلمان راه یافت.

## کفالت سیاسیرها آجودانی
تسا گانزرر، با اعلام به عهده گرفتن کفالت سیاسی رها آجودانی، زن ترنس و فعال حقوق بشر ایرانی که در جریان خیزش ۱۴۰۱ ایران دو بار توسط نهادهای امنیتی در ایران بازداشت شده بود بر انجام نهایت تلاش برای حمایت از او تأکید و گفت: اقدامات مقام‌های ایران علیه رها آجودانی باید متوقف شود. در اولین گام به وزارت امور خارجه، سفارت ایران در برلین، نماینده ویژه اتحادیه اروپا در امور حقوق بشر، کمیسر حقوق بشر شورای اروپا، سازمان ملل متحد و مقام عالی قضایی ایران در مورد حمایت خود از رها اطلاع دادم و از مقامات ایرانی برای اطلاعات در مورد اتهامات و محل اختفای رها آجودانی درخواست کردم. من تمام تلاش خود را برای کمک به رها در حمایت سیاسی خود ادامه خواهم داد.

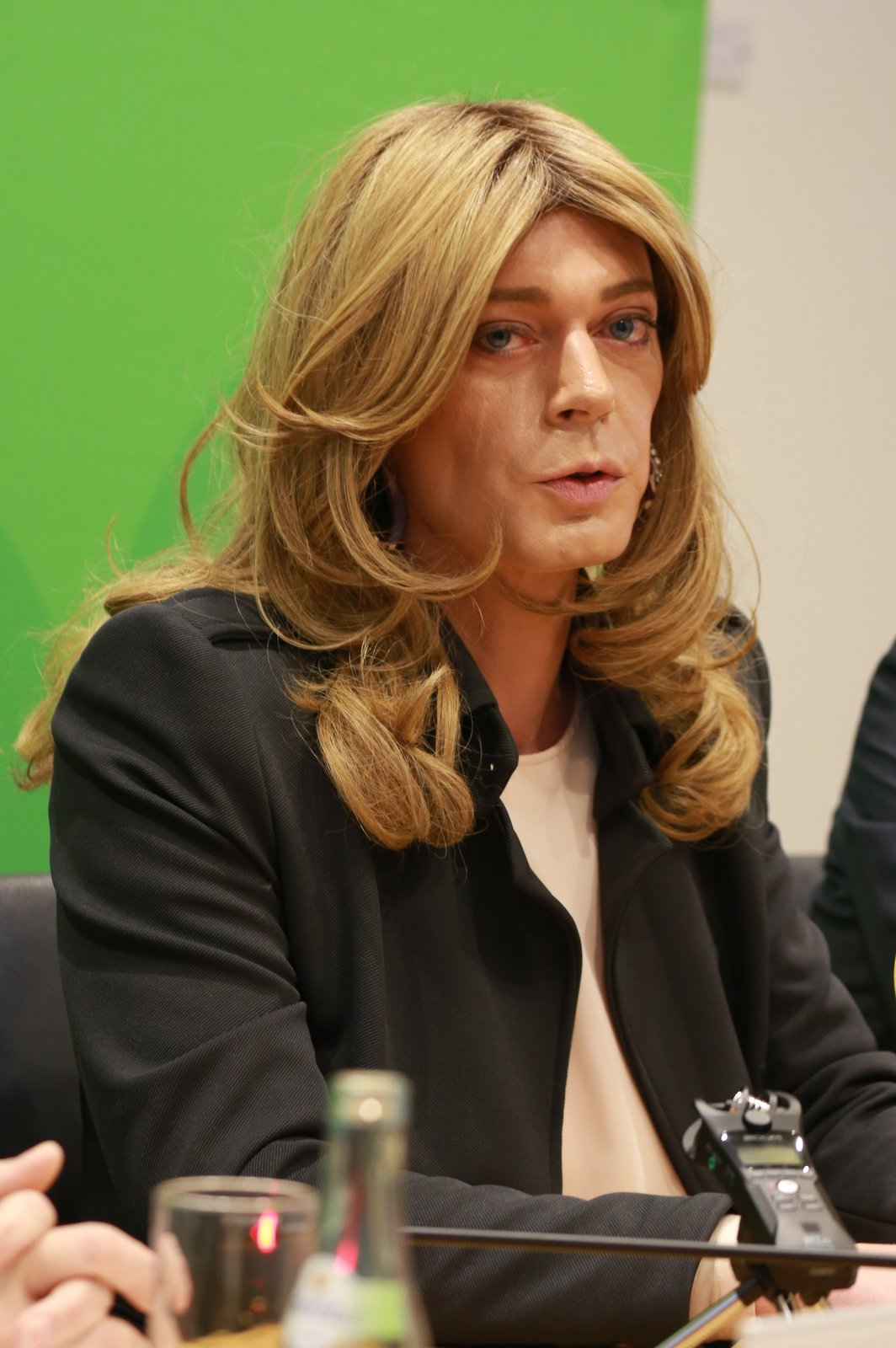
تزا گانزرر